# ウィングフット・エア・エクスプレス墜落事故
ウィングフット・エア・エクスプレス墜落事故（Wingfoot Air Express Crash）は、1919年7月21日、アメリカ合衆国のシカゴ上空で飛行船が火災を発生して墜落した事故で、乗員1人と乗客2人と破片が墜落した銀行の従業員の10人が死亡し、27人が負傷を負った事故である。
ウィングフット・エア・エクスプレスはグッドイヤーの所有する飛行船でシカゴ市内のグラント・パークからホワイトシティ遊園地（White City amusement park）に乗客を運んでいた。1919年7月21日午後4時55分頃、乗員3人と乗客2名が搭乗した飛行船はシカゴ上空、高度1200フィート（370m）で火災を起こした。乗員3人はパラシュートで脱出し、パイロットと機関士1名は無事であったが、機関士1名はパラシュートに火が移り死亡した。乗客のホワイトシティ遊園地の広報会社の社員は脱出できず死亡し、シカゴ・ヘラルド・アンド・イグザミナーのカメラマンはパラシュートで脱出したが、両足を骨折し、後に病院で死亡した。

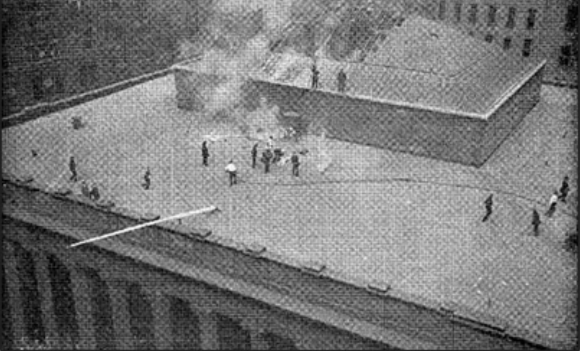
破片の落下で従業員が死傷したイリノイ・トラスト貯蓄銀行

シカゴのジャクソン通りとラザール通りに面したイリノイ・トラスト貯蓄銀行ビルでは大きい天窓のあるメインホール付近に150人の従業員が働いており、炎上した飛行船の破片が天窓を破って落下し、10人の死者と27人の負傷者が出たと報じられた。
この事故によってシカゴは市の上空の飛行規則を整備し、グラント・パークの滑走路が廃止され、シカゴ・エア・パーク（後のシカゴ・ミッドウェー国際空港）が作られることになった。